# Steenenpolder
De Steenenpolder (ook: Stenenpolder) is een polder ten zuidwesten van Breskens, behorende tot de Baarzandepolders.
De 67 ha grote polder werd, na de inundatie van 1583, herdijkt in 1610. Ze is vernoemd naar Jan van de Stene, die lid was van een aanzienlijke Brugse familie.
De polder wordt begrensd door de Herenweg en de Nolletjesdijk.